# 짐바브웨 축구 국가대표팀
짐바브웨 축구 국가대표팀(영어: Zimbabwe national football team)은 짐바브웨를 대표하는 축구 국가대표팀으로 짐바브웨 축구 협회에서 관리한다. 1939년 6월 26일 잉글랜드 C팀을 상대로 국제 경기 데뷔전을 치렀으며 현재 하라레 국립 스포츠 경기장을 홈 구장으로 사용하고 있다.

## 국제 대회 경력

### FIFA 월드컵
현재까지 월드컵 본선 기록은 전무하지만 그나마 1994년 FIFA 월드컵 아프리카 지역 예선과 2002년 FIFA 월드컵 아프리카 지역 예선에서 최종 라운드까지 진출하며 짐바브웨 축구 역사상 월드컵 아프리카 지역 예선 역대 최고 성적을 거두었고 특히 2002년 FIFA 월드컵 아프리카 지역 최종 라운드에서 4승 2패·E조 2위를 기록하며 월드컵 최종 예선 역대 최고 성적을 남겼다.

### 아프리카 네이션스컵
아프리카 네이션스컵 본선에는 4번 출전하여 4번 모두 조별리그에서 탈락했다. 다만 2004년과 2006년 대회에서 각각 알제리, 가나라는 강팀을 상대로 1승씩 거두었고 2021년 대회에서는 기니를 상대로 15년만에 조별리그에서 승리를 거두었다.

### 아프리카 네이션스 챔피언십
자국 리그에서 활동하는 선수들만 참가할 수 있는 아프리카 네이션스 챔피언십 본선에는 5번 출전하여 이 중 2014년 대회에서 4위에 입상하며 CAF 주관 대회 사상 첫 4강에 오르는 돌풍을 일으켰다.

## 기타 국제 대회 경력
COSAFA컵에서는 9번의 대회에서 결승에 진출하여 6번의 우승과 3번의 준우승을 거두는 등 무려 15번의 대회에서 8강 이상의 성적을 남겼고 세카파컵에서는 3번의 대회에서 1번의 우승과 2번의 준우승을 차지하였으며 올아프리카 게임 축구에는 3번 출전하여 U-23 대표팀으로 출전한 1995년 대회에서 은메달을 획득했다.

## FIFA 월드컵 (본선)
| 년도   | 결과      | 순위      | 경기      | 승        | 무*       | 패        | 득점      | 실점      | 승점      |
| ------ | --------- | --------- | --------- | --------- | --------- | --------- | --------- | --------- | --------- |
| 1930년 | 독립 이전 | 독립 이전 | 독립 이전 | 독립 이전 | 독립 이전 | 독립 이전 | 독립 이전 | 독립 이전 | 독립 이전 |
| 1934년 | 독립 이전 | 독립 이전 | 독립 이전 | 독립 이전 | 독립 이전 | 독립 이전 | 독립 이전 | 독립 이전 | 독립 이전 |
| 1938년 | 독립 이전 | 독립 이전 | 독립 이전 | 독립 이전 | 독립 이전 | 독립 이전 | 독립 이전 | 독립 이전 | 독립 이전 |
| 1950년 | 독립 이전 | 독립 이전 | 독립 이전 | 독립 이전 | 독립 이전 | 독립 이전 | 독립 이전 | 독립 이전 | 독립 이전 |
| 1954년 | 독립 이전 | 독립 이전 | 독립 이전 | 독립 이전 | 독립 이전 | 독립 이전 | 독립 이전 | 독립 이전 | 독립 이전 |
| 1958년 | 독립 이전 | 독립 이전 | 독립 이전 | 독립 이전 | 독립 이전 | 독립 이전 | 독립 이전 | 독립 이전 | 독립 이전 |
| 1962년 | 독립 이전 | 독립 이전 | 독립 이전 | 독립 이전 | 독립 이전 | 독립 이전 | 독립 이전 | 독립 이전 | 독립 이전 |
| 1966년 | 비회원국  | 비회원국  | 비회원국  | 비회원국  | 비회원국  | 비회원국  | 비회원국  | 비회원국  | 비회원국  |
| 1970년 | 예선 탈락 | 예선 탈락 | 예선 탈락 | 예선 탈락 | 예선 탈락 | 예선 탈락 | 예선 탈락 | 예선 탈락 | 예선 탈락 |
| 1974년 | 불참      | 불참      | 불참      | 불참      | 불참      | 불참      | 불참      | 불참      | 불참      |
| 1978년 | 불참      | 불참      | 불참      | 불참      | 불참      | 불참      | 불참      | 불참      | 불참      |
| 1982년 | 예선 탈락 | 예선 탈락 | 예선 탈락 | 예선 탈락 | 예선 탈락 | 예선 탈락 | 예선 탈락 | 예선 탈락 | 예선 탈락 |
| 1986년 | 예선 탈락 | 예선 탈락 | 예선 탈락 | 예선 탈락 | 예선 탈락 | 예선 탈락 | 예선 탈락 | 예선 탈락 | 예선 탈락 |
| 1990년 | 예선 탈락 | 예선 탈락 | 예선 탈락 | 예선 탈락 | 예선 탈락 | 예선 탈락 | 예선 탈락 | 예선 탈락 | 예선 탈락 |
| 1994년 | 예선 탈락 | 예선 탈락 | 예선 탈락 | 예선 탈락 | 예선 탈락 | 예선 탈락 | 예선 탈락 | 예선 탈락 | 예선 탈락 |
| 1998년 | 예선 탈락 | 예선 탈락 | 예선 탈락 | 예선 탈락 | 예선 탈락 | 예선 탈락 | 예선 탈락 | 예선 탈락 | 예선 탈락 |
| 2002년 | 예선 탈락 | 예선 탈락 | 예선 탈락 | 예선 탈락 | 예선 탈락 | 예선 탈락 | 예선 탈락 | 예선 탈락 | 예선 탈락 |
| 2006년 | 예선 탈락 | 예선 탈락 | 예선 탈락 | 예선 탈락 | 예선 탈락 | 예선 탈락 | 예선 탈락 | 예선 탈락 | 예선 탈락 |
| 2010년 | 예선 탈락 | 예선 탈락 | 예선 탈락 | 예선 탈락 | 예선 탈락 | 예선 탈락 | 예선 탈락 | 예선 탈락 | 예선 탈락 |
| 2014년 | 예선 탈락 | 예선 탈락 | 예선 탈락 | 예선 탈락 | 예선 탈락 | 예선 탈락 | 예선 탈락 | 예선 탈락 | 예선 탈락 |
| 2018년 | 참가 금지 | 참가 금지 | 참가 금지 | 참가 금지 | 참가 금지 | 참가 금지 | 참가 금지 | 참가 금지 | 참가 금지 |
| 합계   |           |           |           |           |           |           |           |           |           |

### FIFA 월드컵 (예선)
| 1930년 | 독립 이전                                    | 독립 이전                                    | 독립 이전                                    | 독립 이전                                    | 독립 이전                                    | 독립 이전                                    | 독립 이전                                    |                                              |                                              |
| 1934년 | 독립 이전                                    | 독립 이전                                    | 독립 이전                                    | 독립 이전                                    | 독립 이전                                    | 독립 이전                                    | 독립 이전                                    |                                              |                                              |
| 1938년 | 독립 이전                                    | 독립 이전                                    | 독립 이전                                    | 독립 이전                                    | 독립 이전                                    | 독립 이전                                    | 독립 이전                                    |                                              |                                              |
| 1950년 | 독립 이전                                    | 독립 이전                                    | 독립 이전                                    | 독립 이전                                    | 독립 이전                                    | 독립 이전                                    | 독립 이전                                    |                                              |                                              |
| 1954년 | 독립 이전                                    | 독립 이전                                    | 독립 이전                                    | 독립 이전                                    | 독립 이전                                    | 독립 이전                                    | 독립 이전                                    |                                              |                                              |
| 1958년 | 독립 이전                                    | 독립 이전                                    | 독립 이전                                    | 독립 이전                                    | 독립 이전                                    | 독립 이전                                    | 독립 이전                                    |                                              |                                              |
| 1962년 | 독립 이전                                    | 독립 이전                                    | 독립 이전                                    | 독립 이전                                    | 독립 이전                                    | 독립 이전                                    | 독립 이전                                    |                                              |                                              |
| 1966년 | 비회원국                                     | 비회원국                                     | 비회원국                                     | 비회원국                                     | 비회원국                                     | 비회원국                                     | 비회원국                                     |                                              |                                              |
| 1970년 | 3                                            | 0                                            | 2                                            | 1                                            | 2                                            | 4                                            | 2                                            |                                              |                                              |
| 1974년 | 불참                                         | 불참                                         | 불참                                         | 불참                                         | 불참                                         | 불참                                         | 불참                                         |                                              |                                              |
| 1978년 | 불참                                         | 불참                                         | 불참                                         | 불참                                         | 불참                                         | 불참                                         | 불참                                         |                                              |                                              |
| 1982년 | 2                                            | 1                                            | 0                                            | 1                                            | 1                                            | 2                                            | 3                                            |                                              |                                              |
| 1986년 | 2                                            | 0                                            | 1                                            | 1                                            | 1                                            | 2                                            | 1                                            |                                              |                                              |
| 1990년 | 4                                            | 0                                            | 1                                            | 3                                            | 1                                            | 10                                           | 1                                            |                                              |                                              |
| 1994년 | 10                                           | 6                                            | 2                                            | 2                                            | 11                                           | 10                                           | 20                                           |                                              |                                              |
| 1998년 | 8                                            | 2                                            | 2                                            | 4                                            | 10                                           | 10                                           | 8                                            |                                              |                                              |
| 2002년 | 8                                            | 6                                            | 0                                            | 2                                            | 11                                           | 6                                            | 18                                           |                                              |                                              |
| 2006년 | 12                                           | 5                                            | 3                                            | 4                                            | 17                                           | 16                                           | 18                                           |                                              |                                              |
| 2010년 | 6                                            | 1                                            | 3                                            | 2                                            | 4                                            | 6                                            | 6                                            |                                              |                                              |
| 2014년 | 6                                            | 0                                            | 2                                            | 4                                            | 4                                            | 9                                            | 2                                            |                                              |                                              |
| 2018년 | 참가 금지                                    | 참가 금지                                    | 참가 금지                                    | 참가 금지                                    | 참가 금지                                    | 참가 금지                                    | 참가 금지                                    |                                              |                                              |
| 합계   | 61                                           | 21                                           | 16                                           | 24                                           | 62                                           | 75                                           | 79                                           |                                              |                                              |
| 순위   | 월드컵 예선 승점 순위 : 92위 (아프리카 17위) | 월드컵 예선 승점 순위 : 92위 (아프리카 17위) | 월드컵 예선 승점 순위 : 92위 (아프리카 17위) | 월드컵 예선 승점 순위 : 92위 (아프리카 17위) | 월드컵 예선 승점 순위 : 92위 (아프리카 17위) | 월드컵 예선 승점 순위 : 92위 (아프리카 17위) | 월드컵 예선 승점 순위 : 92위 (아프리카 17위) | 월드컵 예선 승점 순위 : 92위 (아프리카 17위) | 월드컵 예선 승점 순위 : 92위 (아프리카 17위) |

## 아프리카 네이션스컵(본선)
| 아프리카 네이션스컵 본선 기록 | 아프리카 네이션스컵 본선 기록        | 아프리카 네이션스컵 본선 기록        | 아프리카 네이션스컵 본선 기록        | 아프리카 네이션스컵 본선 기록        | 아프리카 네이션스컵 본선 기록        | 아프리카 네이션스컵 본선 기록        | 아프리카 네이션스컵 본선 기록        | 아프리카 네이션스컵 본선 기록        | 아프리카 네이션스컵 본선 기록        |
| 년도                          | 결과                                 | 순위                                 | 경기                                 | 승                                   | 무                                   | 패                                   | 득점                                 | 실점                                 | 승점                                 |
| ----------------------------- | ------------------------------------ | ------------------------------------ | ------------------------------------ | ------------------------------------ | ------------------------------------ | ------------------------------------ | ------------------------------------ | ------------------------------------ | ------------------------------------ |
| 1957년                        | 독립 이전                            | 독립 이전                            | 독립 이전                            | 독립 이전                            | 독립 이전                            | 독립 이전                            | 독립 이전                            | 독립 이전                            | 독립 이전                            |
| 1959년                        | 독립 이전                            | 독립 이전                            | 독립 이전                            | 독립 이전                            | 독립 이전                            | 독립 이전                            | 독립 이전                            | 독립 이전                            | 독립 이전                            |
| 1962년                        | 독립 이전                            | 독립 이전                            | 독립 이전                            | 독립 이전                            | 독립 이전                            | 독립 이전                            | 독립 이전                            | 독립 이전                            | 독립 이전                            |
| 1963년                        | 독립 이전                            | 독립 이전                            | 독립 이전                            | 독립 이전                            | 독립 이전                            | 독립 이전                            | 독립 이전                            | 독립 이전                            | 독립 이전                            |
| 1965년                        | 독립 이전                            | 독립 이전                            | 독립 이전                            | 독립 이전                            | 독립 이전                            | 독립 이전                            | 독립 이전                            | 독립 이전                            | 독립 이전                            |
| 1968년                        | 참가 금지                            | 참가 금지                            | 참가 금지                            | 참가 금지                            | 참가 금지                            | 참가 금지                            | 참가 금지                            | 참가 금지                            | 참가 금지                            |
| 1970년                        | 참가 금지                            | 참가 금지                            | 참가 금지                            | 참가 금지                            | 참가 금지                            | 참가 금지                            | 참가 금지                            | 참가 금지                            | 참가 금지                            |
| 1972년                        | 참가 금지                            | 참가 금지                            | 참가 금지                            | 참가 금지                            | 참가 금지                            | 참가 금지                            | 참가 금지                            | 참가 금지                            | 참가 금지                            |
| 1974년                        | 참가 금지                            | 참가 금지                            | 참가 금지                            | 참가 금지                            | 참가 금지                            | 참가 금지                            | 참가 금지                            | 참가 금지                            | 참가 금지                            |
| 1976년                        | 참가 금지                            | 참가 금지                            | 참가 금지                            | 참가 금지                            | 참가 금지                            | 참가 금지                            | 참가 금지                            | 참가 금지                            | 참가 금지                            |
| 1978년                        | 참가 금지                            | 참가 금지                            | 참가 금지                            | 참가 금지                            | 참가 금지                            | 참가 금지                            | 참가 금지                            | 참가 금지                            | 참가 금지                            |
| 1980년                        | 참가 금지                            | 참가 금지                            | 참가 금지                            | 참가 금지                            | 참가 금지                            | 참가 금지                            | 참가 금지                            | 참가 금지                            | 참가 금지                            |
| 1982년                        | 예선 탈락                            | 예선 탈락                            | 예선 탈락                            | 예선 탈락                            | 예선 탈락                            | 예선 탈락                            | 예선 탈락                            | 예선 탈락                            | 예선 탈락                            |
| 1984년                        | 예선 탈락                            | 예선 탈락                            | 예선 탈락                            | 예선 탈락                            | 예선 탈락                            | 예선 탈락                            | 예선 탈락                            | 예선 탈락                            | 예선 탈락                            |
| 1986년                        | 예선 탈락                            | 예선 탈락                            | 예선 탈락                            | 예선 탈락                            | 예선 탈락                            | 예선 탈락                            | 예선 탈락                            | 예선 탈락                            | 예선 탈락                            |
| 1988년                        | 예선 탈락                            | 예선 탈락                            | 예선 탈락                            | 예선 탈락                            | 예선 탈락                            | 예선 탈락                            | 예선 탈락                            | 예선 탈락                            | 예선 탈락                            |
| 1990년                        | 예선 탈락                            | 예선 탈락                            | 예선 탈락                            | 예선 탈락                            | 예선 탈락                            | 예선 탈락                            | 예선 탈락                            | 예선 탈락                            | 예선 탈락                            |
| 1992년                        | 예선 탈락                            | 예선 탈락                            | 예선 탈락                            | 예선 탈락                            | 예선 탈락                            | 예선 탈락                            | 예선 탈락                            | 예선 탈락                            | 예선 탈락                            |
| 1994년                        | 예선 탈락                            | 예선 탈락                            | 예선 탈락                            | 예선 탈락                            | 예선 탈락                            | 예선 탈락                            | 예선 탈락                            | 예선 탈락                            | 예선 탈락                            |
| 1996년                        | 예선 탈락                            | 예선 탈락                            | 예선 탈락                            | 예선 탈락                            | 예선 탈락                            | 예선 탈락                            | 예선 탈락                            | 예선 탈락                            | 예선 탈락                            |
| 1998년                        | 예선 탈락                            | 예선 탈락                            | 예선 탈락                            | 예선 탈락                            | 예선 탈락                            | 예선 탈락                            | 예선 탈락                            | 예선 탈락                            | 예선 탈락                            |
| 2000년                        | 예선 탈락                            | 예선 탈락                            | 예선 탈락                            | 예선 탈락                            | 예선 탈락                            | 예선 탈락                            | 예선 탈락                            | 예선 탈락                            | 예선 탈락                            |
| 2002년                        | 예선 탈락                            | 예선 탈락                            | 예선 탈락                            | 예선 탈락                            | 예선 탈락                            | 예선 탈락                            | 예선 탈락                            | 예선 탈락                            | 예선 탈락                            |
| 2004년                        | 조별리그                             | 12위                                 | 3                                    | 1                                    | 0                                    | 2                                    | 6                                    | 8                                    | 3                                    |
| 2006년                        | 조별리그                             | 12위                                 | 3                                    | 1                                    | 0                                    | 2                                    | 2                                    | 5                                    | 3                                    |
| 2008년                        | 예선 탈락                            | 예선 탈락                            | 예선 탈락                            | 예선 탈락                            | 예선 탈락                            | 예선 탈락                            | 예선 탈락                            | 예선 탈락                            | 예선 탈락                            |
| 2010년                        | 예선 탈락                            | 예선 탈락                            | 예선 탈락                            | 예선 탈락                            | 예선 탈락                            | 예선 탈락                            | 예선 탈락                            | 예선 탈락                            | 예선 탈락                            |
| 2012년                        | 예선 탈락                            | 예선 탈락                            | 예선 탈락                            | 예선 탈락                            | 예선 탈락                            | 예선 탈락                            | 예선 탈락                            | 예선 탈락                            | 예선 탈락                            |
| 2013년                        | 예선 탈락                            | 예선 탈락                            | 예선 탈락                            | 예선 탈락                            | 예선 탈락                            | 예선 탈락                            | 예선 탈락                            | 예선 탈락                            | 예선 탈락                            |
| 2015년                        | 예선 탈락                            | 예선 탈락                            | 예선 탈락                            | 예선 탈락                            | 예선 탈락                            | 예선 탈락                            | 예선 탈락                            | 예선 탈락                            | 예선 탈락                            |
| 2017년                        | 조별리그                             | 15위                                 | 3                                    | 0                                    | 1                                    | 2                                    | 4                                    | 8                                    | 1                                    |
| 2019년                        | 조별리그                             | 22위                                 | 3                                    | 0                                    | 1                                    | 2                                    | 1                                    | 6                                    | 1                                    |
| 총계                          | 3회 진출(3/19)                       | 조별리그(2회)                        | 12                                   | 2                                    | 2                                    | 8                                    | 13                                   | 27                                   | 8                                    |
| 순위                          | 아프리카 네이션스컵 역대 순위 : 26위 | 아프리카 네이션스컵 역대 순위 : 26위 | 아프리카 네이션스컵 역대 순위 : 26위 | 아프리카 네이션스컵 역대 순위 : 26위 | 아프리카 네이션스컵 역대 순위 : 26위 | 아프리카 네이션스컵 역대 순위 : 26위 | 아프리카 네이션스컵 역대 순위 : 26위 | 아프리카 네이션스컵 역대 순위 : 26위 | 아프리카 네이션스컵 역대 순위 : 26위 |

### 아프리카 네이션스컵(예선)
| 아프리카 네이션스컵 예선 기록 | 아프리카 네이션스컵 예선 기록 | 아프리카 네이션스컵 예선 기록 | 아프리카 네이션스컵 예선 기록 | 아프리카 네이션스컵 예선 기록 | 아프리카 네이션스컵 예선 기록 | 아프리카 네이션스컵 예선 기록 | 아프리카 네이션스컵 예선 기록 |
| 년도                          | 경기                          | 승                            | 무*                           | 패                            | 득점                          | 실점                          | 승점                          |
| ----------------------------- | ----------------------------- | ----------------------------- | ----------------------------- | ----------------------------- | ----------------------------- | ----------------------------- | ----------------------------- |
| 1957년                        | 독립 이전                     | 독립 이전                     | 독립 이전                     | 독립 이전                     | 독립 이전                     | 독립 이전                     | 독립 이전                     |
| 1959년                        | 독립 이전                     | 독립 이전                     | 독립 이전                     | 독립 이전                     | 독립 이전                     | 독립 이전                     | 독립 이전                     |
| 1962년                        | 독립 이전                     | 독립 이전                     | 독립 이전                     | 독립 이전                     | 독립 이전                     | 독립 이전                     | 독립 이전                     |
| 1963년                        | 독립 이전                     | 독립 이전                     | 독립 이전                     | 독립 이전                     | 독립 이전                     | 독립 이전                     | 독립 이전                     |
| 1965년                        | 독립 이전                     | 독립 이전                     | 독립 이전                     | 독립 이전                     | 독립 이전                     | 독립 이전                     | 독립 이전                     |
| 1968년                        | 참가 금지                     | 참가 금지                     | 참가 금지                     | 참가 금지                     | 참가 금지                     | 참가 금지                     | 참가 금지                     |
| 1970년                        | 참가 금지                     | 참가 금지                     | 참가 금지                     | 참가 금지                     | 참가 금지                     | 참가 금지                     | 참가 금지                     |
| 1972년                        | 참가 금지                     | 참가 금지                     | 참가 금지                     | 참가 금지                     | 참가 금지                     | 참가 금지                     | 참가 금지                     |
| 1974년                        | 참가 금지                     | 참가 금지                     | 참가 금지                     | 참가 금지                     | 참가 금지                     | 참가 금지                     | 참가 금지                     |
| 1976년                        | 참가 금지                     | 참가 금지                     | 참가 금지                     | 참가 금지                     | 참가 금지                     | 참가 금지                     | 참가 금지                     |
| 1978년                        | 참가 금지                     | 참가 금지                     | 참가 금지                     | 참가 금지                     | 참가 금지                     | 참가 금지                     | 참가 금지                     |
| 1980년                        | 참가 금지                     | 참가 금지                     | 참가 금지                     | 참가 금지                     | 참가 금지                     | 참가 금지                     | 참가 금지                     |
| 1982년                        | 4                             | 1                             | 1                             | 2                             | 2                             | 4                             | 4                             |
| 1984년                        | 2                             | 0                             | 0                             | 2                             | 0                             | 4                             | 0                             |
| 1986년                        | 6                             | 5                             | 0                             | 1                             | 14                            | 6                             | 15                            |
| 1988년                        | 4                             | 1                             | 3                             | 0                             | 5                             | 4                             | 6                             |
| 1990년                        | 4                             | 2                             | 1                             | 1                             | 6                             | 5                             | 7                             |
| 1992년                        | 4                             | 1                             | 2                             | 1                             | 8                             | 6                             | 5                             |
| 1994년                        | 6                             | 3                             | 3                             | 0                             | 9                             | 3                             | 12                            |
| 1996년                        | 6                             | 2                             | 1                             | 3                             | 8                             | 12                            | 7                             |
| 1998년                        | 4                             | 1                             | 1                             | 2                             | 3                             | 4                             | 4                             |
| 2000년                        | 4                             | 3                             | 0                             | 1                             | 7                             | 3                             | 9                             |
| 2002년                        | 8                             | 4                             | 0                             | 4                             | 14                            | 12                            | 12                            |
| 2004년                        | 6                             | 4                             | 1                             | 1                             | 8                             | 3                             | 13                            |
| 2006년                        | 12                            | 5                             | 3                             | 4                             | 17                            | 16                            | 18                            |
| 2008년                        | 4                             | 1                             | 1                             | 2                             | 4                             | 5                             | 4                             |
| 2010년                        | 6                             | 1                             | 3                             | 2                             | 4                             | 6                             | 6                             |
| 2012년                        | 6                             | 2                             | 2                             | 2                             | 7                             | 5                             | 8                             |
| 2013년                        | 4                             | 2                             | 0                             | 2                             | 5                             | 5                             | 6                             |
| 2015년                        | 2                             | 0                             | 1                             | 1                             | 2                             | 3                             | 1                             |
| 2017년                        | 6                             | 3                             | 2                             | 1                             | 11                            | 4                             | 11                            |
| 2019년                        | 6                             | 3                             | 2                             | 1                             | 9                             | 4                             | 11                            |
| 합계                          | 104                           | 44                            | 27                            | 33                            | 143                           | 114                           | 159                           |

## 주요 선수
- 카마 빌리어트
- 오바이디 카루루
- 에번스 루시케
- 조지 치고바
- 에릭 치페타
- 대니 피리
- 놀리지 무소나
- 쿠다크와셰 마하치
- 티니지 하데베
- 탤런트 차와피와

## 역대 감독
| 감독          | 임기        |
| ------------- | ----------- |
| 이언 포터필드 | 1996 ~ 1997 |